# Yūji Yaso
Yūji Yaso (jap. 八十 祐治, Yaso Yūji; * 31. Oktober 1969 in der Präfektur Osaka) ist ein ehemaliger japanischer Fußballspieler.

## Karriere
Yaso erlernte das Fußballspielen in der Schulmannschaft der Ibaraki High School und der Universitätsmannschaft der Universität Kōbe. Seinen ersten Vertrag unterschrieb er 1993 bei Gamba Osaka. Der Verein spielte in der höchsten Liga des Landes, der J1 League. Für den Verein absolvierte er drei Erstligaspiele. 1994 wechselte er zum Zweitligisten Vissel Kōbe. Danach spielte er bei Albirex Niigata (1996–1997) und Yokogawa Electric (1998–2000). Ende 2000 beendete er seine Karriere als Fußballspieler.